# Robert Windsor
Robert Browning Windsor (Green Bay, 15 gennaio 1997) è un ex giocatore di football americano statunitense che ha militato nel ruolo di defensive tackle per i Vegas Vipers della X Football League (XFL).

## Carriera

### Indianapolis Colts
Windsor al college giocò a football con i Penn State Nittany Lions dal 2015 al 2019. Fu scelto nel corso del sesto giro (193º assoluto) del Draft NFL 2020 dagli Indianapolis Colts. Nella sua stagione da rookie scese in campo in due partite mettendo a segno due tackle. Nel 2021 non scese mai in campo a causa di un infortunio, ritirandosi a fine stagione